# Tobiáš Závorka Lipenský
Tobiáš Závorka Lipenský (1553 – 1612) byl moravský luterský kazatel a spisovatel.
Narodil se v Lipníku nad Bečvou. Zemřel v Doubravníku, kde předtím působil jako evangelický děkan.
Napsal rozsáhlou bohoslužebnou knihu Pravidlo služebností církevních (1607) a roku 1602 vydal v Praze kancionál Písně chval božských, který obsahoval na 1200 písní, hymnů a antifon a stal se tak nejrozsáhlejším českým tištěným zpěvníkem doby předbělohorské. Kancionál byl vydán ještě roku 1606 a 1620. Byl též inspiračním zdrojem pozdější Třanovského Cithary sanctorum.
Římskokatolická farnost Bystřice pod Hostýnem se stala v 16. století protestantskou. V této farnosti působil jako farář mimo jiné i Tobiáš Závorka Lipenský.
Tobiášův syn Václav byl knihtiskařem; syn Jiří byl kazatelem.